# قطعنامه ۲۱۹۹ شورای امنیت
قطعنامه ۲۱۹۹ شورای امنیت سازمان ملل متحد سندی بین‌المللی دربارهٔ تهدیدهای مرتبط با صلح و امنیت بین‌المللی به‌واسطهٔ اقدامات تروریستی است. این قطعنامه طی نشست شورای امنیت سازمان ملل متحد در تاریخ ۱۲ فوریه ۲۰۱۵ میلادی با ۱۵ رأی موافق، ۰ مخالف و ۰ ممتنع به تصویب رسید.